# Eupteryx castelvecchica
Eupteryx castelvecchica är en insektsart som beskrevs av Dlabola 1967. Eupteryx castelvecchica ingår i släktet Eupteryx och familjen dvärgstritar. Inga underarter finns listade i Catalogue of Life.